# 小行星7878
小行星7878（英語：7878）是一颗围绕太阳公转的小行星。1992年2月27日，川里信弘在上野原市发现了此天体。
这颗小行星的绝对星等为17.31886314321597等。